# Dale (Indiana)
Dale és una població dels Estats Units a l'estat d'Indiana. Segons el cens del 2000 tenia 1.568 habitants.

## Demografia
Segons el cens del 2000, Dale tenia 1.568 habitants, 591 habitatges, i 414 famílies. La densitat de població era de 395,7 habitants per km².
Dels 591 habitatges en un 31,6% hi vivien nens de menys de 18 anys, en un 55,2% hi vivien parelles casades, en un 10,7% dones solteres, i en un 29,9% no eren unitats familiars. En el 26,7% dels habitatges hi vivien persones soles el 13,9% de les quals corresponia a persones de 65 anys o més que vivien soles. El nombre mitjà de persones vivint en cada habitatge era de 2,53 i el nombre mitjà de persones que vivien en cada família era de 3,05.
Per edats la població es repartia de la següent manera: un 24,5% tenia menys de 18 anys, un 9,2% entre 18 i 24, un 28,2% entre 25 i 44, un 20,7% de 45 a 60 i un 17,4% 65 anys o més.
L'edat mediana era de 37 anys. Per cada 100 dones de 18 o més anys hi havia 91,6 homes.
La renda mediana per habitatge era de 36.295$ i la renda mediana per família de 42.969$. Els homes tenien una renda mediana de 29.018$ mentre que les dones 22.545$. La renda per capita de la població era de 16.163$. Entorn del 2,7% de les famílies i el 4,5% de la població estaven per davall del llindar de pobresa.

## Poblacions més properes
El següent diagrama mostra les poblacions més properes.